# Sarcophaga noonganensis
Sarcophaga noonganensis är en tvåvingeart som beskrevs av Shinonaga 2004. Sarcophaga noonganensis ingår i släktet Sarcophaga och familjen köttflugor. Inga underarter finns listade i Catalogue of Life.